# Бутник Іван Данилович
Іва́н Дани́лович Бу́тник (нар. 1887, Баришівка — пом. літо 1927, Полтава) — український графік. Брат художника Степана Бутника.

## Біографія
Народився у 1887 році в містечку Баришівці (тепер селище міського типу Київської області, Україна).
Художньої освіти не мав. 
Жив у Чернігові, з 1918 року у Полтаві. Працював у Полтавському земстві, з 1923 року викладав у Полтавському агрокооперативному технікумі, згодом у Педагогічному інституті. Помер у Полтаві у 1927 році.

## Творчість
Працював у галузі книжкової графіки. В ілюстраціях інтерпретував надбання українського книжкового мистецтва, зокрема мотиви рослинного візерунка. Автор:
- орнаментальної віньєтки;

ілюстрацій до
- «Букваря для дорослих» (Полтава, 1918);
- збірки «Українські народні думи» (Полтава, 1918).

малюнків на шевченківську тематику
- «Хата батьків Тараса Шевченка» (1918);
- «Могила Тараса Шевченка в Каневі» (1918).

Твори зберігаються у Полтавському художньому музеї.